# Praxithea borgmeieri
Praxithea borgmeieri är en skalbaggsart som beskrevs av Lane 1938. Praxithea borgmeieri ingår i släktet Praxithea och familjen långhorningar.
Artens utbredningsområde är Venezuela. Inga underarter finns listade i Catalogue of Life.